# Шен, Эдо
Эдо Шен (хорв. Edo Šen), при рождении Эдо Шён (хорв. Edo Schön; 1877—1949) — хорватский архитектор еврейского происхождения, заложивший основы современной хорватской архитектуры.

## Ранние годы
Эдо Шен родился в Загребе 10 марта 1877 года. После окончания средней школы в 1894 году он отправился в Вену, где учился в Венском техническом университете. После его окончания в 1900 году Шен работал в студии словенского архитектора Макса Фабиани.

## Карьера
В 1901 году Шен вернулся в Загреб и устроился на работу в строительной конторе при городском совете. Там он отвечал за решение технических задач, связанных со строительными работами и контролем за ними. В 1905 году Шен вошёл в число учредителей Клуба хорватских архитекторов (хорв. Klub hrvatskih arhitekta). С 1908 по 1919 год он работал профессором в загребской Технической школе. В 1919 году Шен стал одним из основателей архитектурного факультета Загребского университета и одним из его первых профессоров. Впоследствии он был избран ректором этого факультета.
В архитектурных проектах Шена прослеживается сильное влияние исторической эклектики. Ярким примером увлечения эклектикой на раннем этапе его творчества служат характерные элементы на главном фасаде дворца «Хорватского страхового общества» на улице Томаша Гаррига Масарика в Загребе. Здания Шена, построенные после 1918 года, отображают уже влияние модернизма, который, однако, не стал для него догматическим. Репрезентативные общественные здания, возведённые Шеном, такие как Институт лесоводства (1926) на улице Божидара Аджии в Загребе, отличаются большими кубическими формами, выражающими умеренную монументальность. К другим известным работам архитектора того времени относятся расположенные в Загребе многоквартирные дома «Мервар» (бывший «Дом гуманистического общества») на улице Петриньской и жилой дом «Безук» на улице Бошковичева. На протяжении всей своей творческой карьеры Шен сотрудничал с хорватским архитектором Юраем Денцлером. В 1930 году он начал работать с другим хорватским архитектором Милованом Ковачевичем, который также был его помощником на архитектурном факультете Загребского университета. Эдо Шен умер в Загребе 16 июня 1949 года.

## Галерея

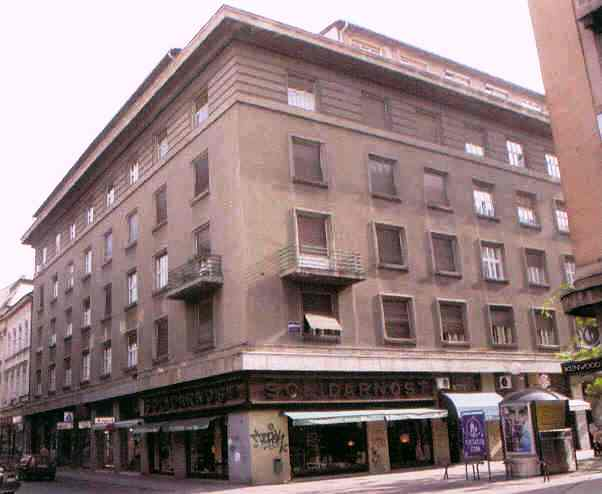
Жилой дом Васиач, улица Варшавская 6, Загреб.
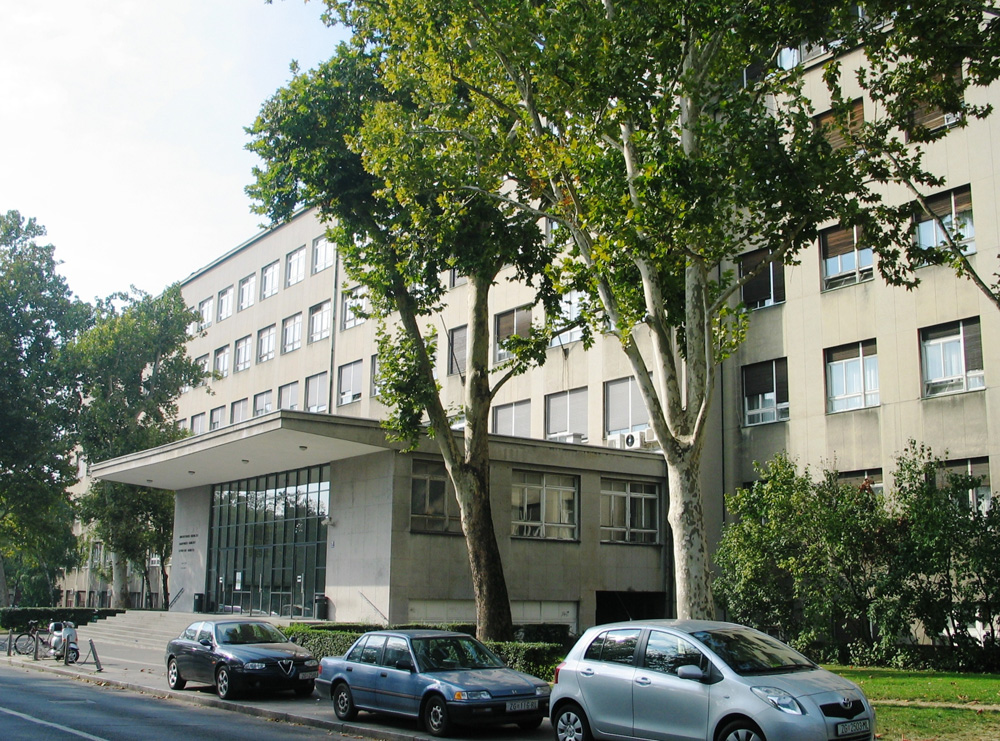
Факультет архитектуры Загребского университета, улица Качича 26, Загреб.
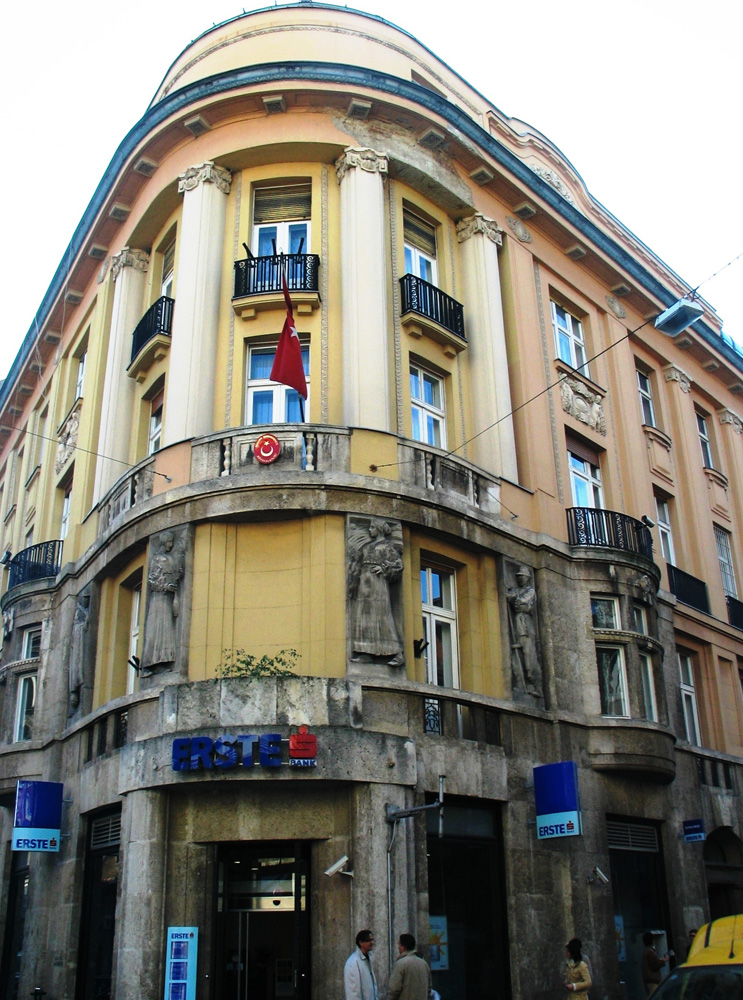
Дворец «Хорватского страхового общества», угол улиц Прерадовича и Масарика, Загреб.